# Fizeș (okręg Hunedoara)
Fizeș – wieś w Rumunii, w okręgu Hunedoara, w gminie Băița. W 2011 roku liczyła 214 mieszkańców.